# (2371) Dimitrov
(2371) Dimitrov (1975 VR3) – planetoida z grupy pasa głównego asteroid okrążająca Słońce w ciągu 3,82 lat w średniej odległości 2,44 au. Odkryta 2 listopada 1975 roku.